# Margo Dadi (Semendawai Suku III)
Margo Dadi is een bestuurslaag in het regentschap Ogan Komering Ulu van de provincie Zuid-Sumatra, Indonesië. Margo Dadi telt 1569 inwoners (volkstelling 2010).